# Karol V Mądry
Karol V Mądry, fr. Charles V le Sage (ur. 21 stycznia 1338 w Vincennes, zm. 16 września 1380 w Beauté-sur-Marne) – regent w latach 1356–1360, a następnie król Francji w latach 1364–1380, z dynastii Walezjuszów. Syn Jana II Dobrego i Bonny Luksemburskiej.

## Wczesne lata
Karol był najstarszym synem Jana II. W odróżnieniu od ojca oraz braci, był człowiekiem słabego zdrowia i postury. Posądzano go przez to o pochodzenie z nieprawego łoża. Jako jedyny z Walezjuszów nie myślał o karierze rycerskiej. Jednocześnie był niezwykle ambitny, inteligentny, wyrafinowany w gustach i przebiegły. W przeciwieństwie do rycerskiego w postępowaniu ojca, nie wahał się łamać danego słowa w interesie królestwa lub własnym. Interesował się naukami ścisłymi i literaturą. Usiłował rządzić według teorii politycznych opartych na arystotelizmie .
Gdy jego ojciec w 1350 został królem Francji, Karol został Delfinem Francji. Tytuł ten, pochodzący od hrabstwa Delfinatu, które kupił dziadek Karola, nosił jako pierwszy następca tronu w historii (później był już tradycyjnie przyznawany każdemu kolejnemu następcy).

## Wojna stuletnia: regencja Karola

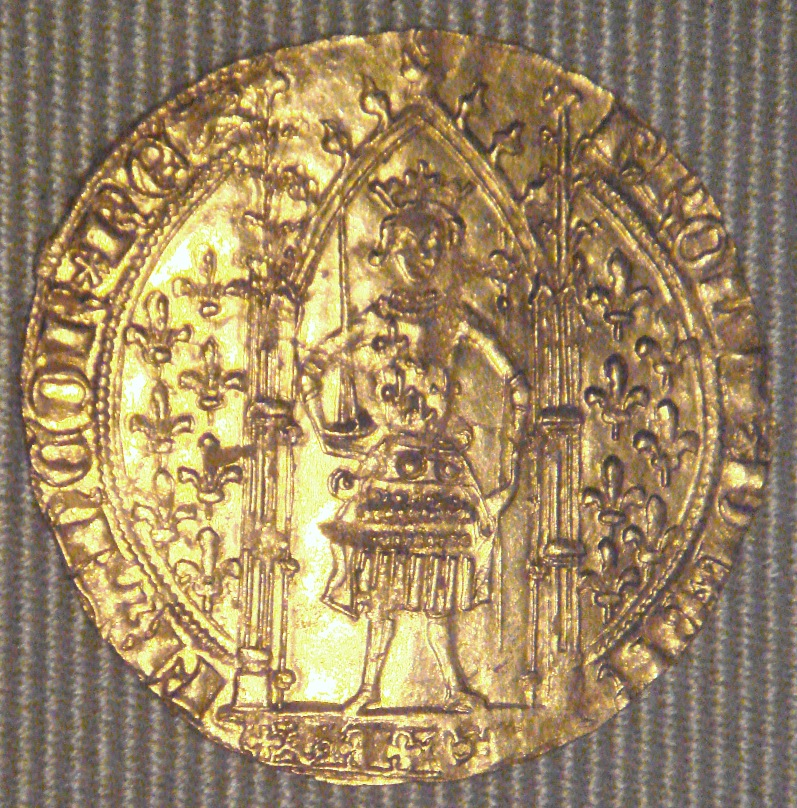
Złoty frank Karola Mądrego z roku 1365

Na panowanie ojca Karola przypadła kolejna faza wojny stuletniej. Anglicy wznowili niszczące najazdy po kilku latach przerwy wywołanej epidemią Czarnej Śmierci. Młody Karol brał udział w bitwie pod Poitiers, w której dowodzeni przez jego ojca, Jana Dobrego Francuzi ponieśli całkowitą klęskę. Król Jan wraz z najmłodszym synem – Filipem, dostali się do niewoli. Delfin uszedł z pola walki. Karol, jako następca tronu objął władzę na czas niewoli króla. Na jego barki spadł obowiązek ratowania kraju pogrążającego się w chaosie. Był to jeden z najcięższych okresów w historii Francji. Karol usiłował uzyskać środki na prowadzenie wojny i w tym celu zwoływał Stany Generalne. Reprezentacja stanów usiłowała wówczas przejąć ster rządów, wymuszając na delfinie przyjęcie tzw. „wielkiego ordonansu”, który zobowiązywał władcę do cyklicznego zwoływania Stanów generalnych. Jednak podzielona reprezentacja społeczeństwa nie była w stanie efektywnie współdziałać i zrzuciła ciężar podatków przede wszystkim na warstwy najuboższe. Chłopi doprowadzeni do rozpaczy wciąż podwyższanymi podatkami wzniecili szereg powstań, zwanych żakerią (1358). Zbuntował się również lud Paryża, na czele którego stanął Stefan Marcel. Powstanie z trudem stłumiono, ale nie był to koniec kłopotów Delfina. Wykorzystując katastrofalną sytuację w kraju po koronę Francji chciał sięgnąć również król Nawarry, Karol II Zły, przedstawiciel linii d'Évreux, innej obok Walezjuszów, bocznej gałęzi Kapetyngów, o równych im prawach do tronu.
Najważniejszym wrogiem Karola był jednak król Anglii Edward III, także pretendujący do tronu Francji. Karol jeszcze w 1356 roku odnowił antyangielski sojusz ze zwolnionym z angielskiej niewoli królem Szkocji, Dawidem Bruce. Mimo to inicjatywa spoczywała po stronie Edwarda. Jan II zgodził się wówczas w Londynie podpisać traktat, w którym oddawał Edwardowi niemal pół Francji, z całym morskim wybrzeżem oraz wyznaczał gigantyczny okup za króla w wysokości 4 mln złotych talarów. Było to więcej niż mieli Plantageneci u szczytu swej potęgi – przed klęskami Jana bez Ziemi. Jednak Stany Generalne oraz Delfin Karol uznali ten traktat za niemożliwy do przyjęcia. Wówczas Edward obległ w 1359 roku Reims – miasto koronacyjne królów francuskich, celem odbycia koronacji. Nękany przez podjazdy i z powodu braków w zaopatrzeniu musiał jednak od miasta odstąpić. Nie powiódł mu się także atak na Paryż na początku kolejnego roku. Wkrótce potem podpisano więc bardziej kompromisowy traktat w Brétigny (8 maja 1360). Na jego mocy Anglia uzyskiwała tzw. Wielką Akwitanię (tereny między Loarą, Masywem Centralnym a Pirenejami) oraz miasto i okręg Calais, jako obszary suwerenne. Księciem Akwitanii został następca angielskiego tronu, Edward zwany Czarnym Księciem. Król Edward III w zamian zrzekał się pretensji do francuskiego tronu. Natomiast Jan miał zostać zwolniony po zapłaceniu pierwszej raty okupu, zmniejszonego do 3 milionów złotych talarów, oraz oddaniu jednego z jego synów, księcia Andegawenii – Ludwika jako zakładnika. Król Jan nie mogąc zebrać żądanej sumy z własnej woli powrócił do Anglii, spełniając swoje rycerskie słowo. Uczynił to wbrew opinii doradców i samego Karola i mimo ucieczki księcia Ludwika z niewoli. Wkrótce po przybyciu do Londynu zmarł (8 kwietnia 1364).

## Pierwsze lata panowania: uzdrowienie sytuacji we Francji

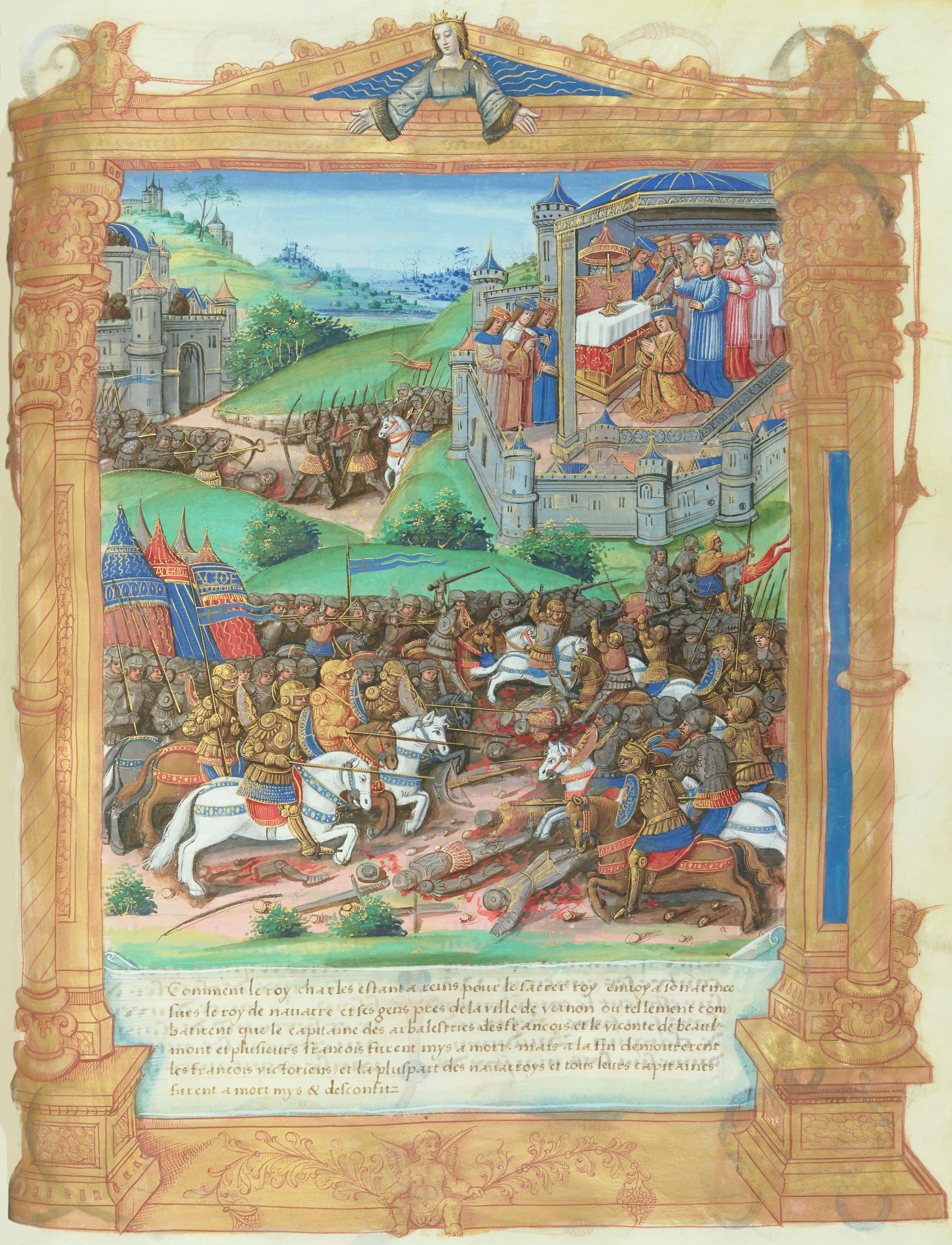
Bitwa pod Cocherel

Śmierć ojca wzmocniła pozycję Karola, który przystąpił energicznie do odbudowy kraju i umacniania swej pozycji. 19 maja 1364 koronował się w katedrze w Reims na króla Francji. Wojska królewskie pod Cocherel pokonały wreszcie awanturniczego króla Nawarry, Karola Złego, który sprzymierzył się z Anglikami i rościł sobie pretensje do dziedzictwa burgundzkiego. Król zmusił Nawarczyka do zamiany jego posiadłości położonych nad Sekwaną na inne, leżące dalej na południe. W ten sposób wzmocnił domenę królewską w sercu kraju. W tym czasie doszło do niekorzystnego dla Francji rozstrzygnięcia wojny o sukcesję bretońską. Popierany przez Francuzów kandydat do tronu bretońskiego, Karol de Blois poległ, ale dotychczasowy stronnik Anglików, Jan de Montfort złożył Karolowi hołd lenny z Bretanii.

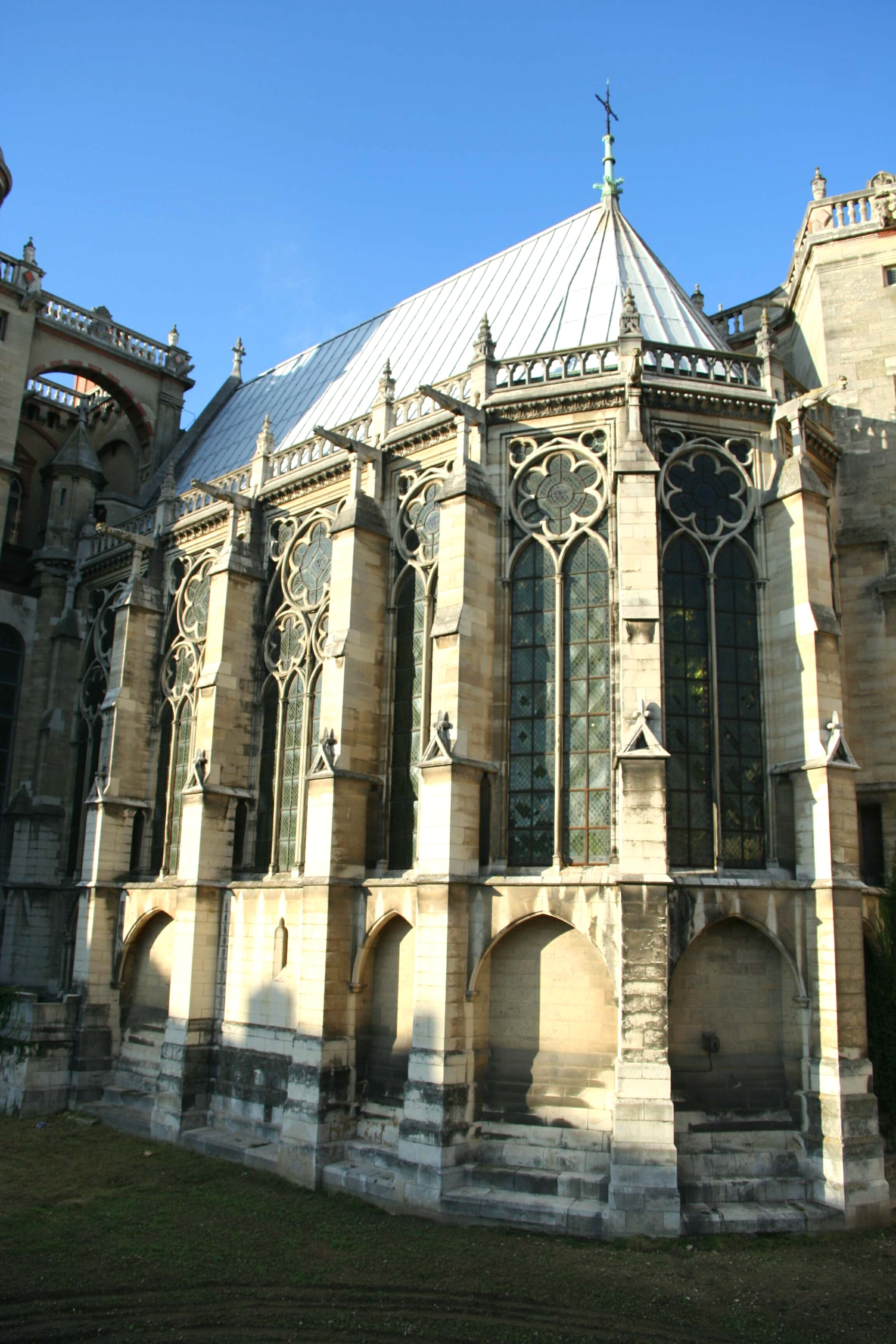
Ufundowana przez Karola V kaplica w Saint-Germain-en-Laye.

Kolejnym problemem trapiącym Francję były tzw. kompanie. Były to pozostałości, zbędnych w czasie pokoju wojsk najemnych, które krążyły po kraju łupiąc go bezlitośnie. Karol część tych wojsk wcielił do zreorganizowanej, stałej armii królewskiej. Resztę natomiast zebrano w postaci Wielkiej Kompanii i wysłano pod wodzą Bertranda du Guesclin do Kastylii. Toczyła się tam wojna domowa, w której Karol Mądry poparł Henryka Trastamara przeciw prawowitemu królowi – Piotrowi Okrutnemu, popieranemu przez Anglików. Francja mogła wkrótce odetchnąć po odejściu niekarnych wojsk, natomiast Bertrandowi udało się po kilkuletniej wojnie (1366–1369) osadzić w Kastylii stronnika Francji. Król zreformował wówczas stosunki w armii, gdzie między innymi ustalono kolejność rang i postawiono na zawodowych żołnierzy. Miało to poważne znaczenie, gdyż to właśnie spory ambicjonalne między dowódcami poszczególnych oddziałów przyczyniły się poważnie do klęsk francuskich pod Crécy (1346) i 10 lat później, pod Poitiers.

## Wznowienie wojny stuletniej
Po wzmocnieniu swej pozycji przystąpił Karol do realizacji planu usunięcia Anglików z kontynentu. Dogodnym pretekstem do rozpoczęcia działań zaczepnych była apelacja wasali angielskich z Akwitanii, Jana Armagnac oraz Arnolda d’Albret, w sprawie podatku podymnego, nałożonego przez następcę angielskiego tronu, Czarnego Księcia (1368). Karol wezwał księcia do Paryża, a gdy ten się nie stawił, zarządził konfiskatę Gujenny jako lenna korony francuskiej. Były to działania bezprawne w świetle traktatu z Brétigny, w którym król Francji zrzekł się praw zwierzchnich do angielskich terytoriów na kontynencie. W odpowiedzi na złamanie przez Karola postanowień traktatu Edward III ponownie przyjął tytuł króla Francji.

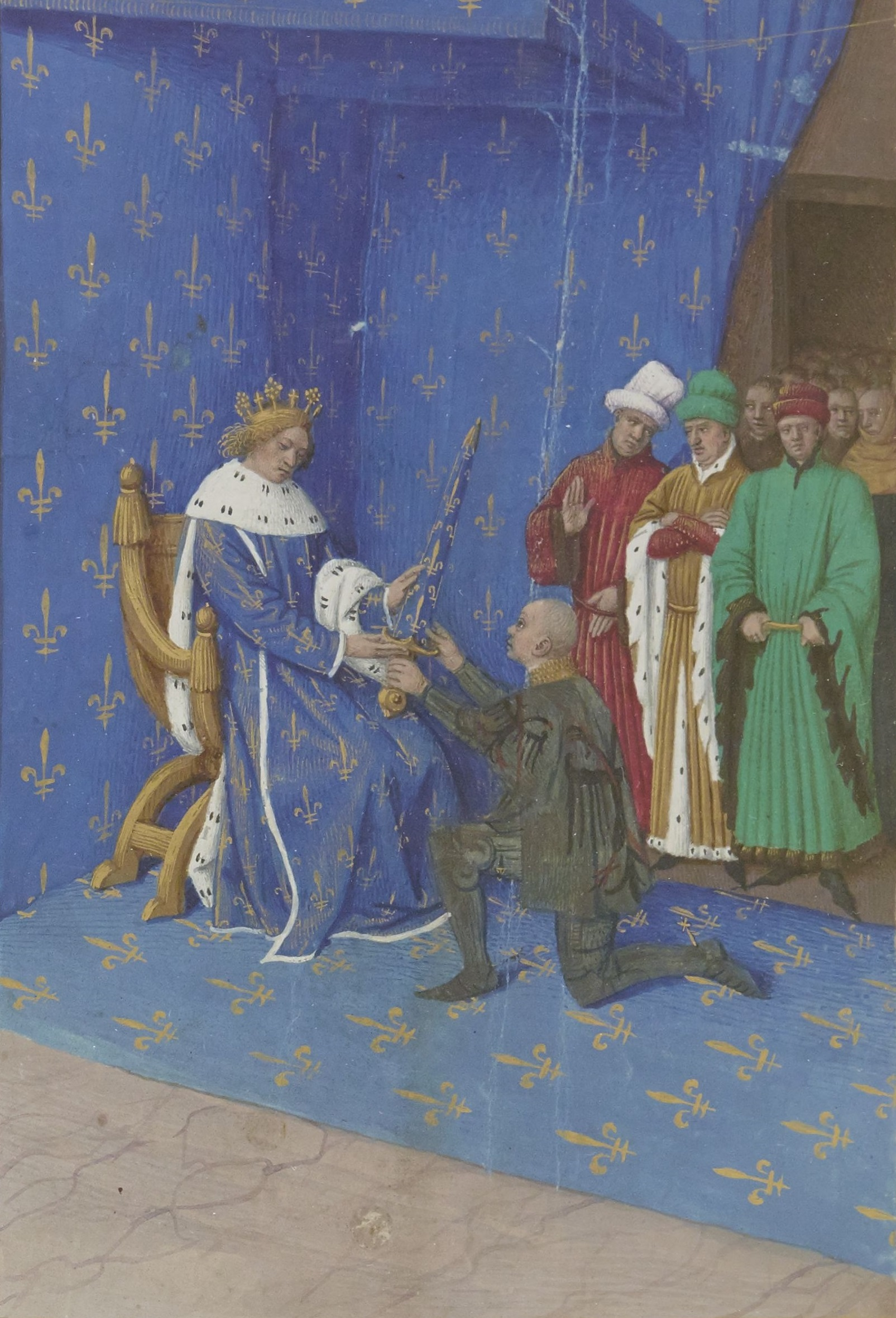
Karol V mianuje Bertranda du Guesclin konetablem Francji (2 października 1369 roku)

Wojna wybuchła w roku 1369. Karol dobrze przygotował się do niej dyplomatycznie. Jego stronnikami byli królowie Kastylii, Portugalii i Szkocji, a także hrabia Flandrii i cesarz Karol IV Luksemburski. Po stronie Edwarda tradycyjnie stanęli król Nawarry Karol Zły oraz książę Bretanii Jan de Montfort. Nowym konetablem Francji został weteran wojny w Kastylii - Bertrand du Guesclin. Taktyka du Guesclina polegała na niszczących rajdach w głąb wrogiego terytorium i unikania walnych bitew. Była ona bardzo wyniszczająca, ale i skuteczna. Do roku 1375 odebrano Edwardowi większą część Akwitanii (z wyjątkiem nadbrzeżnego pasa). W 1373 du Guesclin zdobył całą Bretanię. W ręce Karola wpadły też wszystkie, znajdujące się na terenie królestwa, zamki i posiadłości króla Nawarry. W czasie działań wojennych Anglicy zostali pokonani również na morzu i utracili swą przewagę morską. W roku 1372 w bitwie pod La Rochelle połączona flota kastylijsko-francuska pokonała dwukrotnie liczniejszą flotę wroga, zatapiając wszystkie 50 okrętów angielskich.
W roku 1375 podpisano za pośrednictwem papieża Grzegorza XI rozejm w Brugii. Rozejm potwierdzał milcząco wszystkie nabytki Karola i był podpisany na rok. Później przedłużono go jednak do roku 1377. Dalsze działania wojenne nie miały już takiego rozmachu. Mimo to pertraktacje pokojowe się przeciągały. W roku 1376 zmarł Czarny Książę, rok później król Edward III, a w 1380 du Guesclin. Ostatecznie rozejm w roku 1389 podpisali młodzi następcy głównych antagonistów: nowy król Anglii Ryszard II oraz król Francji Karol VI. Tak zakończyła się kolejna faza wojny stuletniej, zwana karolową. Na okres ponad 20 lat zapanował pokój.

## Wielka Schizma Zachodnia
Zobacz więcej w osobnym artykule: Wielka schizma zachodnia.
Pod koniec swego panowania Karol V zaangażował się w spór w łonie Kościoła katolickiego. W XIV wieku papieże byli pod silnymi wpływami Francji i rezydowali w Awinionie. Papież Grzegorz XI sam z pochodzenia był Francuzem i sojusznikiem króla Francji. Mając jednak na uwadze fakt upadku prestiżu papiestwa oraz utratę wpływów w Państwie Kościelnym oraz pod wpływem mistyczki Katarzyny ze Sieny, postanowił na stałe wrócić do Rzymu. Karol usiłował odwieść papieża od tej decyzji – bezskutecznie. Krótko po powrocie do Rzymu Grzegorz XI zmarł, a na jego miejsce konklawe wybrało Bartolomea Prignano, arcybiskupa Bari, który przybrał imię Urbana VI. Nowy papież szybko zraził do siebie wielu kardynałów, kilku kazał nawet ściąć. Wobec tego kardynałowie francuscy uznali wybór Urbana VI za nieważny i zebrani na kolejnym w tym roku konklawe wybrali na papieża Roberta z Genewy, który po wyborze przybrał imię Klemensa VII. Ponieważ nowy papież nie uzyskał powszechnego poparcia i nie zdołał osiąść w Rzymie, jego los wydawał się przesądzony. Jednak Karol, mimo rad teologów z paryskiej Sorbony, odradzających poparcia dla antypapieża i tym samym rozpoczęcia schizmy, uznał Klemensa VII za prawowitego papieża i udzielił mu schronienia w Awinionie. Wkrótce cała Europa podzieliła się na zwolenników obediencji rzymskiej i awiniońskiej, autorytet papiestwa podupadł, a kościół zachodni na kilkadziesiąt lat pogrążył się w wielkim kryzysie. Decyzja o poparciu dla Klemensa VII do dziś kładzie się największym cieniem na panowaniu Karola V.

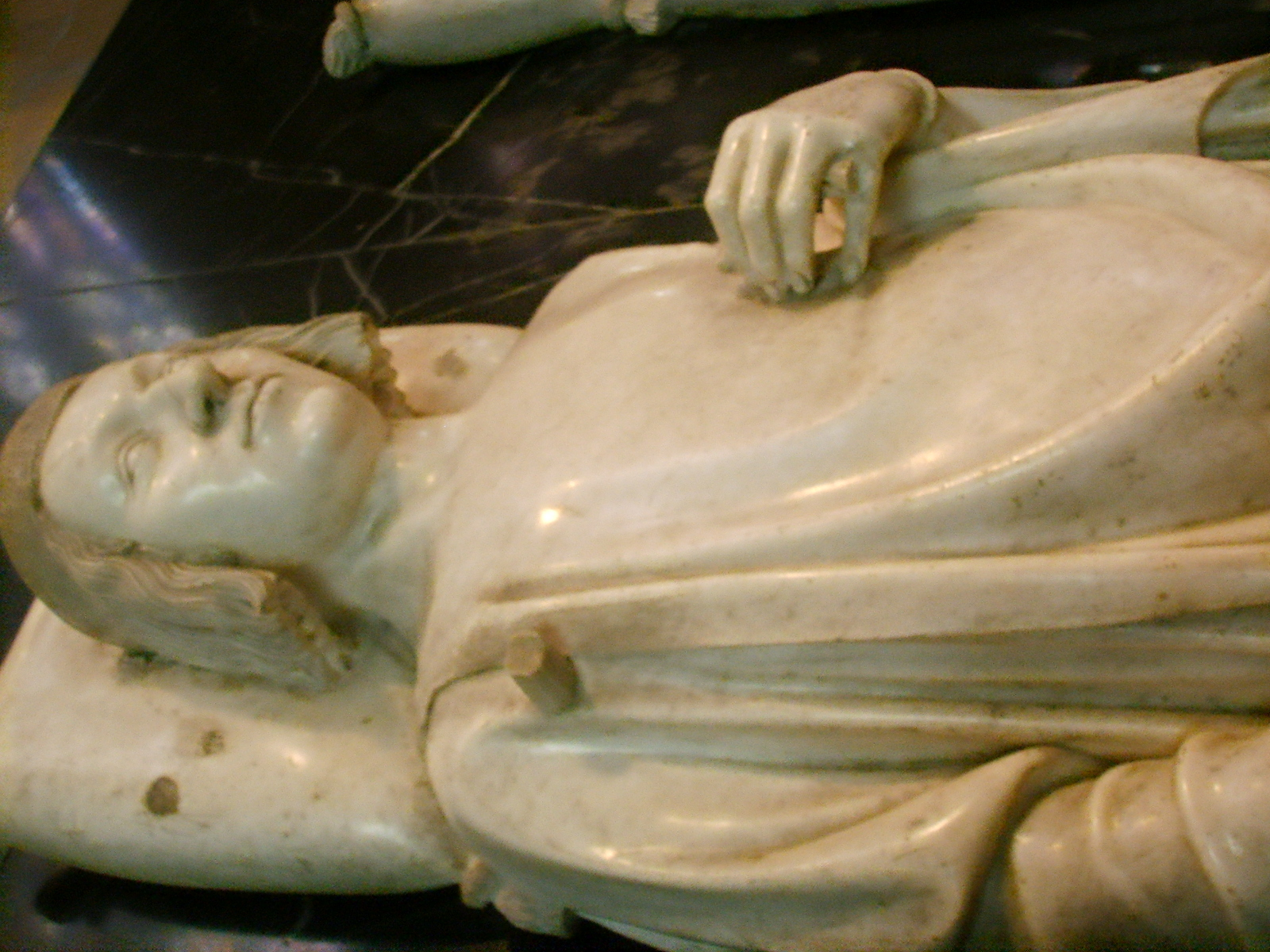
Rzeźba nagrobna Karola Mądrego

## Śmierć
Karol nigdy nie cieszył się dobrym zdrowiem, kiedy jednak na początku września 1380 roku na jego lewym ramieniu pojawił się wysychający ropień, król zaczął się przygotowywać na śmierć. Zmarł 15 września 1380 roku. Jak niemal wszyscy królowie francuscy został pochowany w bazylice Saint-Denis w Saint-Denis. Jego następcą został starszy z dwóch synów, którzy go przeżyli, Karol VI.

## Bilans panowania i następcy
Panowanie Karola Mądrego jest uważane za ważny zwrot w historii konfliktów angielsko-francuskich. Po latach klęsk, jakie spadły na Francję w połowie XIV wieku, potrafił Karol V podnieść kraj z upadku i nie dopuścić do koronacji Edwarda III na króla Francji. Jednak choroba psychiczna jego syna i następcy Karola VI oraz walki stronnictw w łonie dynastii Walezjuszów miały zaprzepaścić niemal wszystkie polityczne sukcesy tego panowania. Dopiero wnuk Karola Mądrego – Karol VII, który będzie zresztą stosował podobną taktykę w trakcie działań wojennych, zdoła ostatecznie wyprzeć Anglików z Francji i zakończyć wojnę stuletnią.
Karol był człowiekiem wykształconym. Miał wpływ na rozwój języka ojczystego – w założonej przez niego królewskiej bibliotece pracowała komisja, owocem prac której były m.in. tłumaczenia dzieł Arystotelesa na język francuski. Był także jednym z ważniejszych fundatorów potężnych budowli. Jego staraniem zbudowano osławioną później Bastylię oraz rozbudowano Luwr - z niewielkiego zamku w późnogotycką rezydencję. W spalonym przez Czarnego Księcia Château de Saint-Germain-en-Laye ufundował gotycką kaplicę, na jego rozkaz przebudowano zamek Vincennes - myśliwską rezydencję królów francuskich.

## Małżeństwo i rodzina

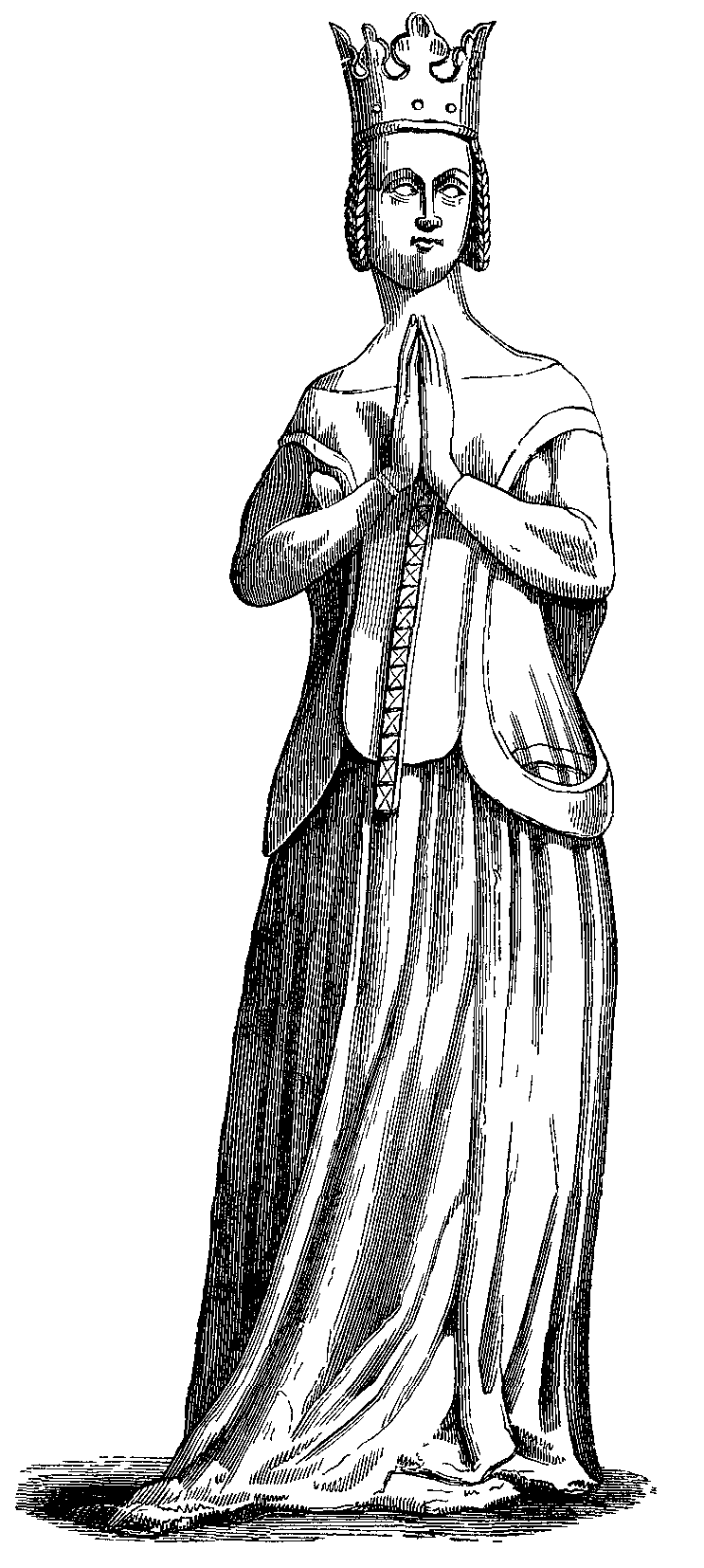
Joanna de Burbon, przerys z gotyckiej rzeźby

8 kwietnia 1350 roku poślubił Joannę de Burbon, córkę Piotra I – diuka Burbon i Izabeli de Valois. Para miała dziewięcioro dzieci:
- Joanna (wrzesień 1357 – 21 października 1360),
- Jan (1359 – przed końcem 1364),
- Bonna (1360 – 7 grudnia 1360),
- Jan, Delfin Francji (7 czerwca 1366 – 21 czerwca 1366),
- Karol VI, król Francji (3 grudnia 1368 – 22 października 1422),
- Maria (27 lutego 1370 – czerwiec 1377),
- Ludwik I, książę Orleanu (13 marca 1372 – 23 listopada 1407), zamordowany,
- Izabela (24 lipca 1373 – 13 lutego 1378),
- Katarzyna (4 lutego 1378 – listopad 1388), poślubiła swego kuzyna Jana II – diuka du Berry.

Na dalszą historię Francji ogromny wpływ mieli również królewscy bracia, którym ojciec Karola V nadał wielkie apanaże. Ponieważ w chwili śmierci Karola Mądrego jego syn, Karol VI, miał tylko 12 lat, objęli oni rządy regencyjne w kraju. Stało się to wbrew testamentowi Karola V, który Radę Regencyjną wyznaczył spośród przedstawicieli stanów. Książęta ponownie sięgnęli po władzę, gdy Karol VI popadł w obłęd. Walki między nimi a drugim synem Karola V, Ludwikiem Orleańskim, pogrążyły kraj w chaosie. Najpotężniejszym był najmłodszy z nich - Filip, książę Burgundii.
Bracia Karola V:
- Ludwik I (23 czerwca 1339 – 20 września 1384), książę Andegawenii
- Jan I (30 listopada 1340 – 15 czerwca 1416), książę de Berry
- Filip II Śmiały (17 stycznia 1342 – 27 kwietnia 1404), książę Burgundii

|  |                            |  |  |  |  |  |  |  |  |  |  |  |  |
|  | Karol de Valois            |  |  |  |  |  |  |  |  |  |  |  |  |
|  |                            |  |  |  |  |  |  |  |  |  |  |  |  |
|  |                            |  |  |  |  |  |  |  |  |  |  |  |  |
|  | Filip VI Walezjusz         |  |  |  |  |  |  |  |  |  |  |  |  |
|  |                            |  |  |  |  |  |  |  |  |  |  |  |  |
|  |                            |  |  |  |  |  |  |  |  |  |  |  |  |
|  | Małgorzata Andegaweńska    |  |  |  |  |  |  |  |  |  |  |  |  |
|  |                            |  |  |  |  |  |  |  |  |  |  |  |  |
|  |                            |  |  |  |  |  |  |  |  |  |  |  |  |
|  | Jan II Dobry               |  |  |  |  |  |  |  |  |  |  |  |  |
|  |                            |  |  |  |  |  |  |  |  |  |  |  |  |
|  |                            |  |  |  |  |  |  |  |  |  |  |  |  |
|  | Robert II                  |  |  |  |  |  |  |  |  |  |  |  |  |
|  |                            |  |  |  |  |  |  |  |  |  |  |  |  |
|  |                            |  |  |  |  |  |  |  |  |  |  |  |  |
|  | Joanna Burgundzka (Kulawa) |  |  |  |  |  |  |  |  |  |  |  |  |
|  |                            |  |  |  |  |  |  |  |  |  |  |  |  |
|  |                            |  |  |  |  |  |  |  |  |  |  |  |  |
|  | Agnieszka Francuska        |  |  |  |  |  |  |  |  |  |  |  |  |
|  |                            |  |  |  |  |  |  |  |  |  |  |  |  |
|  |                            |  |  |  |  |  |  |  |  |  |  |  |  |
|  | Karol V Mądry              |  |  |  |  |  |  |  |  |  |  |  |  |
|  |                            |  |  |  |  |  |  |  |  |  |  |  |  |
|  |                            |  |  |  |  |  |  |  |  |  |  |  |  |
|  | Henryk VII Luksemburski    |  |  |  |  |  |  |  |  |  |  |  |  |
|  |                            |  |  |  |  |  |  |  |  |  |  |  |  |
|  |                            |  |  |  |  |  |  |  |  |  |  |  |  |
|  | Jan Luksemburski           |  |  |  |  |  |  |  |  |  |  |  |  |
|  |                            |  |  |  |  |  |  |  |  |  |  |  |  |
|  |                            |  |  |  |  |  |  |  |  |  |  |  |  |
|  | Małgorzata Brabancka       |  |  |  |  |  |  |  |  |  |  |  |  |
|  |                            |  |  |  |  |  |  |  |  |  |  |  |  |
|  |                            |  |  |  |  |  |  |  |  |  |  |  |  |
|  | Bonna Luksemburska         |  |  |  |  |  |  |  |  |  |  |  |  |
|  |                            |  |  |  |  |  |  |  |  |  |  |  |  |
|  |                            |  |  |  |  |  |  |  |  |  |  |  |  |
|  | Wacław II                  |  |  |  |  |  |  |  |  |  |  |  |  |
|  |                            |  |  |  |  |  |  |  |  |  |  |  |  |
|  |                            |  |  |  |  |  |  |  |  |  |  |  |  |
|  | Elżbieta Przemyślidka      |  |  |  |  |  |  |  |  |  |  |  |  |
|  |                            |  |  |  |  |  |  |  |  |  |  |  |  |
|  |                            |  |  |  |  |  |  |  |  |  |  |  |  |
|  | Guta von Habsburg          |  |  |  |  |  |  |  |  |  |  |  |  |
|  |                            |  |  |  |  |  |  |  |  |  |  |  |  |
|  |                            |  |  |  |  |  |  |  |  |  |  |  |  |